# Al-Kunajtira (Idlib)
Al-Kunajtira – wieś w Syrii, w muhafazie Idlib. W 2004 roku liczyła 450 mieszkańców.